# آر-2
آر-2 (الروسية: Р-2) (اسم نداء الناتو: SS-2 Sibling) كان صاروخًا بالستيًّا قصير المدى سوفيتي المنشأ، طُور من صاروخ آر-1، وله ضعف مداه. طور الصاروخ ما بين 1946 و1951، ودخل الخدمة بأعداد في 1953 واستخدمته وحدات متنقلة في أنحاء الاتحاد السوفيتي حتى 1962. صاروخ التجارب المشتق آر-2 أيه، استخدم لاختبار حجرة تحمل كلبًا، استخدمت لاحقًا في مهمة سبوتنك-2 في 1957. في نفس العام، منح الاتحاد السوفيتي جمهورية الصين الشعبية ترخيصًا ببناء الصاروخ محليًّا حيث دخل الخدمة تحت اسم دونج فينج-1.

## التاريخ
في 1945 حصل السوفيت على منشآت إنتاج رئيسية لصواريخ أيه-4 (في-2)، كذلك تمكنوا من الحصول على خدمات بعض العلماء والمهندسين الألمان. وتحت إشراف اللجنة الفنية الخاصة التي أسسها الاتحاد السوفيتي لتقوم على عمليات علوم الصواريخ في ألمانيا، جُمِّعت صواريخ أيه-4 وجرت دراستها.في 13 مايو 1946 صدر مرسوم من مجلس الوزراء السوفيتي يقضي من ضمن أمور أخرى بتطوير نسخة سوفيتية من صاروخ أيه-4، والذي سيكون أول صاورخ بالستي محلي الصنع. صدر مرسوم آخر في 16 مايو بتحول المصنع 88 إلى المركز الرئيسي لبناء الآليات والذي أصبحت مهمته إدارة برنامج الصواريخ السوفيتية بعيدة المدى.:24-39 أعطى يوسف ستالين أمرًا بإنتاج صاروخ آر-1 في أبريل 1947. أشرف سيرجي كوروليوف على تطوير آر-1. جرى اختبار آر-1 ما بين 1948 و1950،:129-142 ودخل نظام صواريخ آر-1 الخدمة في الجيش السوفيتي في 28 نوفمبر 1950.
في 1946، وضع فلانتين جلوشكو بمساعدة ملحوظة من المهندسين الألمان الخطوط العريضة لصاروخ يخلف آر-1 بهيكل ممدد ومحرك جديد صممه جلوشكو. صاروخ آر-2 كان له مدى 600 كيلو متر، وهو ضعف مدى آر-1، مع نفس الحمولة التي تقارب 1000 كيلو جرام.:48–9
اقترح جلوشكو بدأ مشروع آر-2 في يناير 1947، لكن الحكومة السوفيتية رفضت ذلك، مفضلة تطوير صاروخ آر-1 الأقل تعقيدًا من الناحية التقنية.:49-50 بالإضافة إلى ذلك، كان تطوير آر-2 في منافسة مع تطوير جي-1 الذي يطوره هيلموت جوتروب، رئيس مجموعة المهندسين الألمان. مع أن جي-1 كان مشروعًا أكثر تقدمًا؛ قادرًا على حمل ثلاثة أمثال حمولة أيه-4 ، ودقة أكبر ووقت أقل للتحضير للإطلاق، كان من غير الممكن سياسيًّا ترك برنامج الفضاء السوفيتي في يد الألمان. لهذا فإن المرسوم الذي منح التصريح بالإنتاج العملياتي لصاروخ آر-1، سمح أيضًا بتطوير آر-2. أما مشروع جي-1 فلم يكتمل مطلقًا.:57-61

## النسخة الصينية
وقع الاتحاد السوفيتي وجمهورية الصين الشعبية اتفاقًا في 6 ديسمبر 1957 لتحصل الصين على ترخيص بإنتاج الصاروخ محليًّا، والذي أنتج تحت اسم دونج فينج-1. في أغسطس 1958 سافرت مجموعة من كبار مهندسي مكتب التصميم التجريبي-1 مع عدد من الصواريخ للمساعدة في برنامج الصواريخ البالستية الصيني. عاد هذا الفريق إلى الاتحاد السوفيتي 2 أغسطس 1960 وسط تزايد التوتر بين الاتحاد السوفيتي وجمهورية الصين الشعبية (انظر الانقسام السوفيتي الصيني).